# Норвуд (Австралия)
Норвуд — город в Австралии, пригород Аделаиды, примерно в 4 км к востоку от центра города. Пригород находится в районе Норвуд, Пейнхэм и Сент-Питерс, где был образован старейший муниципалитет местного самоуправления Южной Австралии.
Парад проходит с востока на запад через центр пригорода. Параллельно ему проходят две дороги также по всей длине пригорода: Бьюла-роуд на севере и Уильям-стрит на юге.

## История
До британской колонизации Южной Австралии и последующего заселения европейцами Норвуд населяла одна из групп, которая позже в совокупности стала называться как народы каурна.
Ранний поселенец Эдвард Стивенс, прибывший в колонию в 1839 году, писал: «Норвуд и город Кент тогда были неизвестны. В то время на месте нынешнего Норвуда был великолепный камедный лес с подлеском из травы кенгуру, местами слишком высоким, чтобы его мог разглядеть человек; фактически, в те дни люди сбивались с пути, когда ехали из Аделаиды в Кенсингтон, пытаясь срезать путь через всю страну».
Норвуд назван в честь британского Норвуда, в то время деревни к югу от Лондона. Новая деревня к востоку от Аделаиды была впервые заложена в 1847 году. Бывшие города Кенсингтон и Норвуд были первыми за пределами города Аделаида, получившими право на создание собственного муниципального самоуправления. Хартия города была дана 7 июля 1853 года губернатором сэром Генри Янгом.